# Ensayo clínico sobre el uso de la proxalutamida en contra el Covid-19 en Brasil
Durante la pandemia mundial de Covid-19, varias líneas de investigación se dirigieron al desarrollo de un tratamiento farmacéutico o cura para la enfermedad. Una de esas investigaciones involucró un ensayo clínico que tuvo lugar en Brasil y fue dirigido por el endocrinólogo brasileño Flávio Cadegiani.

## Fondo
Al comienzo de la pandemia, se creía que los hombres eran generalmente más propensos a la enfermedad que las mujeres y, como resultado, algunos investigadores exploraron los bloqueadores hormonales masculinas humanas, también conocidos como antiandrógenos, como tratamiento. El ensayo clínico dirigido por Cadegiani analizó el fármaco experimental proxalutamida utilizado en contra el cáncer de próstata, personas de la región brasileña del Amazonas fueron reclutadas como pacientes en el estudio, dado el aumento de casos de covid-19 en esa región en los primeros meses de la pandemia de COVID-19 en Brasil lo que, según el autor del estudio, favorecería la precisión de la investigación.
El presidente brasileño Jair Bolsonaro respaldó el uso no probado del fármaco proxalutamida para tratar el covid-19, así como lo hizo anteriormente con la ivermectina y la hidroxicloroquina, que también son tratamientos no probados para el virus.

## Método
A un total de 645 pacientes con Covid-19 se les administró proxalutamida en nueve hospitales de la región amazónica brasileña. Cuando fueron admitidos por la primera vez en el hospital, ninguno requirió ventilación mecánica al comienzo del estudio. La atención consistió en medicamentos como enoxaparina, colchicina, metilprednisolona, dexametasona, o terapia antibiótica según fuera necesario y a algunos de ellos se les administró medicamentos no probados para tratamientos del Covid-19 como la ivermectina . En total, 317 pacientes recibieron proxalutamida y 328 un placebo. El Consejo Nacional de Salud (CNS) de Brasil informó más tarde que ese tratamiento fue prescrito por médicos de una red de hospitales privados como si fuera un tratamiento médico establecido, a pesar de que fue aprobado solo para estudios de ensayos clínicos . El número de personas a las que se les administró el fármaco también fue mayor que el número aprobado para el ensayo.
El ensayo, que no fue revisado por pares, informó que la tasa de recuperación de los pacientes a los 14 días fue del 81,4 % con proxalutamida y del 35,7 % con placebo. Jesem Orellana, un epidemiólogo que observó de cerca los efectos de la variante gamma de Covid-19 en la región amazónica en el principal instituto de salud pública de Brasil, Fiocruz, dijo que "los resultados informados serían un milagro, si fueran ciertos" y añadió que "todo sobre este ensayo es sospechoso y es cualquier cosa menos clínico y aleatorizado".

## Consecuencias
La Comisión Nacional de Ética en Investigación (CONEP) de Brasil encontró que 200 personas murieron después de someterse al estudio y al menos 40 muertes quedaron ocultas en las conclusiones del estudio. El formulario de consentimiento entregado a los pacientes del estudio omitió el riesgo de defectos congénitos y otras lesiones potenciales de los procedimientos, según la Comisión. Más tarde se informó que los pacientes, algunos de los cuales estaban hospitalizados en unidades de cuidados intensivos en ese momento, confiaron en los médicos que participaron en el estudio porque estaban desesperados por un tratamiento o cura de Covid-19 para sus familiares o para ellos mismos, ya que la región estaba golpeado más fuerte en el mundo en el momento en que se realizó el estudio y todo el sistema de salud local se había derrumbado debido a un gran aumento en los casos de Covid-19.
Después de que se publicó la versión preliminar del estudio en junio de 2021, varios científicos advirtieron que tenía graves fallas y una comisión de ética de la investigación de Brasil abrió una investigación al respecto. La revista Science también informó que Applied Biology, una compañía de pérdida de cabello de California, donde Cadegiani es director clínico, se asoció con Kintor Pharmaceuticals, el fabricante de proxalutamida con sede en China. Además, la oficina de la UNESCO para América Latina y el Caribe encontró que la forma en que se realizó el estudio es "alarmante" y que se cometieron varias violaciones éticas graves. Dijo que el estudio podría ser una de las malas conductas científicas éticas más graves en la historia de la región e instó a una investigación del caso.
El 2 de septiembre de 2021, el regulador de salud de Brasil, Anvisa, suspendió la prescripción, el uso y la importación de proxalutamida en el país y abrió una investigación en separado sobre el estudio. El 3 de septiembre de 2021, se presentó una denuncia penal ante el Ministerio Público de Brasil para investigar las acciones realizadas durante el estudio, así como las consecuencias del mismo, incluida la muerte de los pacientes.
El 27 de junio de 2022, la revista académica Frontiers in Medicine se retractó del mencionado estudio que había publicado inicialmente en julio de 2021. Del mismo modo, la revista BMJ Case Reports etiquetó otro artículo basado en el mismo estudio y escrito por Cadegiani como una "expresión de preocupación". El 25 de agosto de 2022, la Policía Federal de Brasil ejecutó varias órdenes de allanamiento e incautación contra funcionarios públicos, médicos e investigadores que dirigieron ensayos de proxalutamida en el estado sureño brasileño de Rio Grande do Sul y en otras partes del país. Aunque no se revelaron los nombres de los sospechosos a los que apunta la operación, Cadegiani dijo en sus redes sociales que la policía allanó su casa y su clínica.
En agosto de 2022 , los fiscales federales brasileños acusaron a dos investigadores que dirigieron el ensayo médico en dos juicios civiles separados, así como a tres funcionarios del hospital que, según los informes, los ayudaron. Los acusados pueden ser multados con al menos R$ 10 millones (alrededor de US$ 1.917.582) en ambas demandas si son condenados.